# ジョン・エリクソン (モニター)

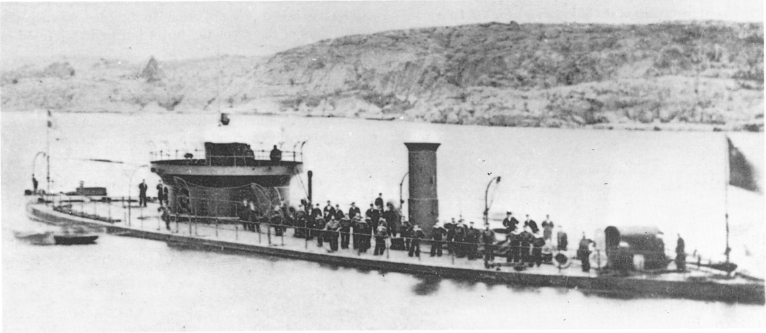
「ジョン・エリクソン」（1866年、または1867年）

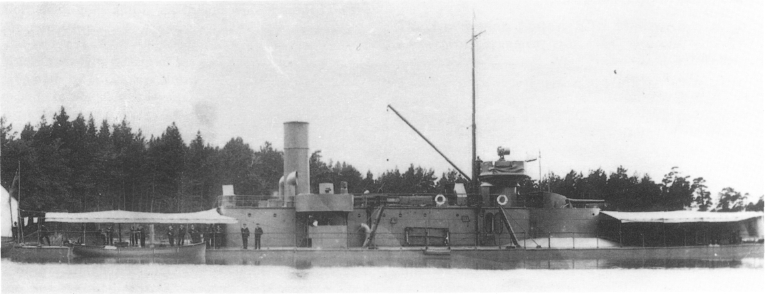
1892年から1895年の改装後の「ジョン・エリクソン」。上構が設けられ、また元の砲塔はバーベットになっている。

ジョン・エリクソン (John Ericsson) はスウェーデン海軍のモニター。スウェーデンでの艦種は装甲艇 (Pansarbåt)、後に二等装甲艇。
1862年3月のハンプトン・ローズ海戦での「モニター」の活躍により、沿岸防衛に最適とみられることからスウェーデンはその種の艦に興味を持った。アメリカを訪れていたフリゲート「ノルショーピング」艦長アクセル・アードレスパレ中佐が「モニター」を誕生させた人物であるジョン・エリクソンから設計図を得るよう指示され、アードレスパレは1862年4月14日にエリクソンを訪ねた。エリクソンは自らの装甲艦の詳細な説明を行うとともに、大砲2門提供の用意があるとも述べ、それを受けて建造部門のアウグスト・ディ・アイリー中佐がエリクソンのもとでモニター建造について学ぶために派遣された。アイリーはエリクソンの元で作成した図面を持って帰国。1864年2月にノルショーピングのモータラ造船所との間で3隻建造の契約が結ばれた。そのうちの最初の艦が「ジョン・エリクソン」である。他2隻は「トルデン」、「ティルフィン」で、さらにもう1隻のモニター（「ローケ」）が建造されている。
1864年6月、または7月起工。1865年3月17日進水。同年11月13日竣工。
基準排水量（厳密な定義は不明）1508トン、全長60.86m、最大幅13.81m、吃水3.53mであった。乾舷は45cm。艦上は当初は砲塔と煙突のみであったが、後に両者をつなぐ橋が作られ、さらに後には上部構造物も作られた。
主砲はエリクソン提供のダールグレン12口径38.1cm前装滑腔砲2門で、連装で搭載した。この砲は時代遅れのもので、1872年に要塞の石壁に対して行われた発射試験では焼け跡を付けたのみであった。1881年にフィンスポング21口径24cm後装施条砲に換装された。射程は5kmであった。1895年には今度はボフォース34口径15.2cm連装露砲塔に換装された。
1877年、パルムクランツ12mm10銃身機銃2挺を搭載。1881年にはパルムクランツ25mm4銃身機銃2挺（ノルデンフェルト製）に換装された。1895年にはマキシム・ノルデンフェルト48口径57mm2門を搭載。この際、25mm機銃は撤去されたとも、保持されたとも。後に57mm砲は6門になった、または1900年代初めに6門、次いで8門になった。1895年に57mm砲6門を搭載したとも。
機関は水平2気筒振動レバー蒸気機関、煙管缶2基で、出力380指示馬力。1軸推進で、最大速力8ノット。石炭搭載量は110トンで、航続距離は6.3ノットで830浬であった。1895年（1894年）に円管缶4基に換装され、1901年5月14日の公試では8.17ノットを記録している。
艦全体にわたる水線装甲帯は錬鉄製の装甲鈑を重ねたもので、上部は5枚で厚さ125mm（126mm）、下部は3枚で厚さ75mm（74.2mm）であった。砲塔の装甲は12層で厚さ270mm（261.27mm）。砲塔の上には司令塔があり、その装甲は10層で厚さ250mmであった。甲板は2層で、厚さ25mm（24.7mm）。
1867年7月、「ジョン・エリクソン」、「トルデン」、「ティルフィン」とノルウェーのモニター「スコルピオネン」、フリゲート2隻はヘルシングフォシュとクロンシュタットへ向かった。クロンシュタットには8月3日に着き、8月17日に同地を離れた。1918年11月12日に退役。1919年11月にゴトランド・セメント会社が購入して艀として使用した。